# Інкауасі (Каньєте)
Інкауасі (Inka Wasi) — стародавнє місто та важливий адміністративний центр за часів імперії інків Тауантінсую. Назва перекладається як «Дім Інки». Є археологічною пам'яткою Перу. Великі розкопки проведені у 1980-х роках Дж. Хіслопом. Вчені досліджують тут діяльність інків та водночас залишки культури Уарко.

## Географія
Археологічний комплекс Інкауасі розташовується на висоті 400 м над рівнем моря, на 29,5 км шосе Каньєте — Лунауана (долина Каньєте). Розташовано неподалік с. Лунауана (відстань 9 км) в районі Лунауана провінції Каньєте регіону Ліма.

## Історія
Невеличкі поселення на цьому місті існували за часів культур Чавін та Уарі. Спочатку на цьому місті розташовувалася столиця куракства Уарко. Останнє протягом 1446—1450 років чинило запеклий спротив військам інків на чолі із Сапа Інкою Пачакутеком. За наказом останнього тут було зведено фортецю. В часи цього імператора місто мало стратегічне значення для інків, що прагнули розширити володіння на північ. Водночас звідси інки контролювали підкорені держави Чинча та Ліма-Рімак.
З розширення володінь військове значення міста зникло. Зважаючи на вигідне географічне становище міста, Сапа Інка Тупак Юпанкі обрав його як одну зі своїх резиденцій біля Тихого океану. Розбудова міста тривала 10 років. Планувалося перейменувати його на Нове Куско, який покликаний був відтворити вигляд столиці держави. Втім зрештою місто отримало назву Інкауасі. З цього моменту стає одним з важливішим адміністративних, торговельних міст узбережжя імперії.

## Опис
Більша частина будівель доволі добре збереглися. Інкауасі поділено на нижнє та верхнє місто. У нижньому помітні руїни оборонних споруд, багатьох «каланків» (на кшталт військових казарм), які поділяються на каланки для військовиків та звичайних вояків. Також у задовільному стані перебувають стіни релігійних будівель. У 2013 році археологами було розкопано 64 круглі колони, що є рідкісними в інкській архітектурі.
У найвищій частині розташовувався житловий район для цивільних: трапецієподібна будівля, яка була імператорським палацом. Сьогодні від неї залишилися лише стіни. Також тут були кольки (комори), кожна з яких вміщувало до 6 тонн. Була й спеціальна площа Акльауасі, де проводилися церемонії на честь бога Інті. На площі розташовувався священний колодязь. Поруч з площею була школа для знаті. Біля Акльауасі на пагорбі археологи виявили руїни будинку наречених Сонця.
В Інкауасі було два кладовища: одне для знаті, інше — для простих людей.
Розташування міста у долині дозволяло вирощувати різноманітні овочі та фрукти (без застосування терас). Вважається, що понад 1000 людей працювали для зберігання продуктів в колька. Залишками врожаїв та сушеними овочами та фруктами містяни торгували з гірськими районами імперії. Для цього в Інкауасі зведено кату (ринок).
У 2014 році перуанськими археологами на чолі з Алехандро Чу виявлено 25 кіпу, що збереглися у чудовому стані. Кіпу були знайдені у спеціальному сховищі (кальянкасі), а не в похованні, де здебільшого раніше відбувалися подібні знахідки.